# (2400) Деревская
(2400) Деревская (лат. Derevskaya) — типичный астероид главного пояса, открыт 17 мая 1972 года советским астрономом Тамарой Смирновой в Крымской астрофизической обсерватории и 28 января 1983 года назван в честь матери-героини Александры Деревской.

## Обнаружение и именование
(2400) Деревская
Открыт 17 мая 1972 года в Научном Т. М. Смирновой.
Назван в память о матери-героине Александре Аврамовне Деревской (1902—1959), воспитавшей 48 сирот разных национальностей.
Оригинальный текст (англ.)2400 Derevskaya
Discovered 1972-05-17 by Smirnova, T. at Nauchnyj.
Named in memory of Alexandra Avramovna Derevskaya (1902—1959), mother heroine, who brought up 48 orphans of different nationalities.
Источники: DISCOVERY.DB; M.P.C. 7617.

## Орбита

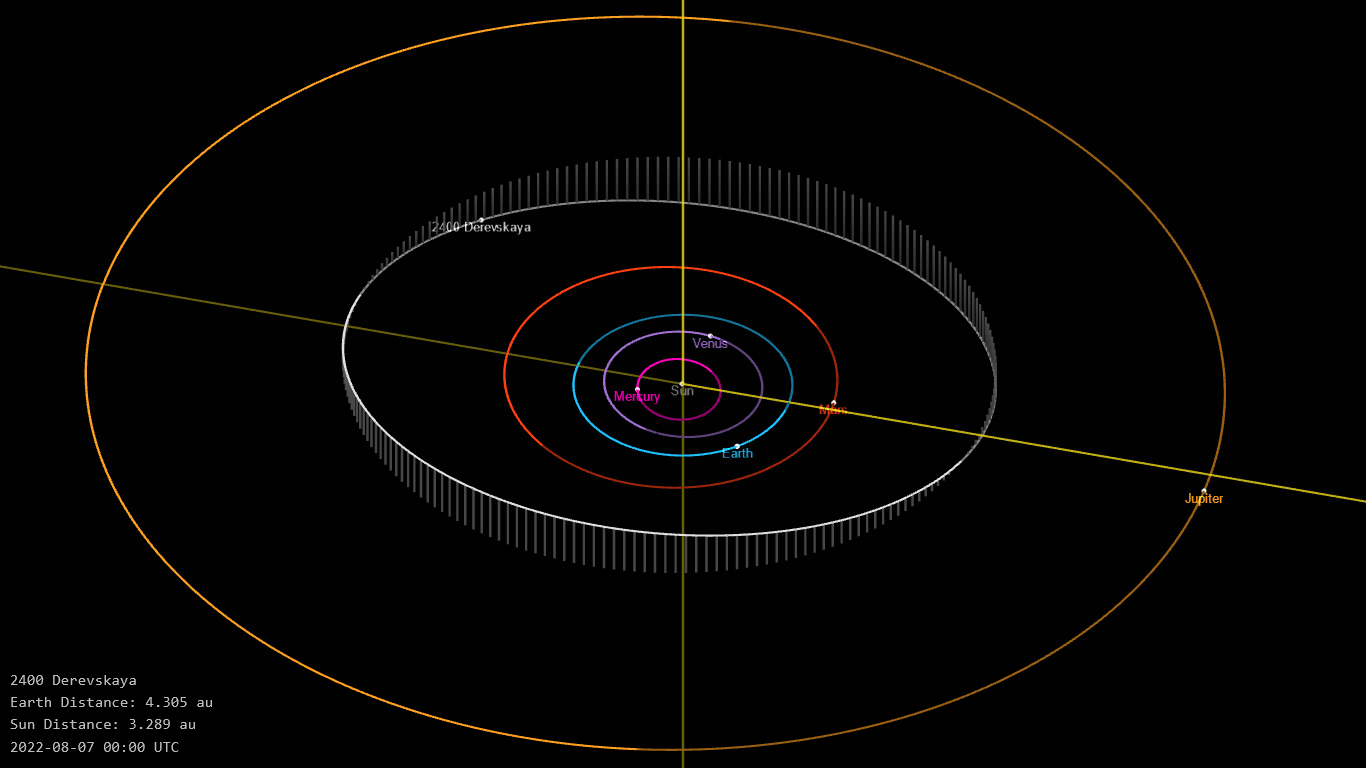
Орбита астероида Деревская и его положение в Солнечной системе

## Физические характеристики
Астероид относится к таксономическому классу K.
По результатам наблюдений в видимом и ближнем инфракрасном диапазоне космического телескопа NEOWISE диаметр астероида оценивался равным 13,614±2,071 км. Согласно тому же источнику альбедо оценивается как 0,166±0,068.